# The Collapse (EP)
The Collapse es el EP debut de la banda de metal extremo System Divide, lanzado el 17 de mayo de 2009.
El EP fue grabado independientemente en los estudios Conquistador Recordings en Cleveland, Ohio y producido por el guitarrista de la banda (y dueño de los estudios) Cole Martinez. Fue lanzado el 17 de mayo y en iTunes el 19 de junio de 2009. El EP fue masterizado por Jacob Hansen en los estudios Hansen en Dinamarca.
Tres de las canciones del EP: "Purity In Imperfection", "The Apex Doctrine" y "n(Ether)" fueron regrabadas para ser lanzadas junto con su álbum debut, The Conscious Sedation el cual saldrá a la venta en el 2010.

## Lista de canciones
| N.º | Título                   | Duración |  |
| 1.  | «Purity In Imperfection» | 4:14     |  |
| 2.  | «The Apex Doctrine»      | 3:26     |  |
| 3.  | «Sealed Shut»            | 4:04     |  |
| 4.  | «n(Ether)»               | 4:31     |  |

## Créditos
- Sven de Caluwé - voz (deathrgrowls)
- Miri Milman - voz limpia
- Cole Martinez - guitarras
- Andrew Lenthe - bajo
- Mike Heller - batería